# Jargalant, Bayankhongor
Jargalant (tiếng Mông Cổ: Жаргалант) là một sum của tỉnh Bayankhongor ở miền nam Mông Cổ. Vào năm 2006, dân số của sum là 3.173 người.

## Địa lý
Sum có diện tích khoảng 4.175 km2. Trung tâm sum, Jargalant, nằm cách tỉnh lỵ Bayankhongor 163 km và thủ đô Ulaanbaatar 790 km.

### Khí hậu
Jargalant có khí hậu cận Bắc Cực. Nhiệt độ trung bình hàng năm ở khu vực này là -1 °C. Tháng ấm nhất là tháng 7, khi nhiệt độ trung bình là 18 °C và lạnh nhất là tháng 1, với -22 °C. Lượng mưa trung bình hàng năm là 327 mm. Tháng ẩm ướt nhất là tháng 8, với lượng mưa trung bình là 87 mm, và khô nhất là tháng 1, với 1 mm.

## Kinh tế
Sum có một trường học, bệnh viện, trung tâm thương mại và nhà văn hóa.